# Дубове (Ковельський район)
Дубове́ — село в Україні, у Ковельському районі Волинської області. Є адміністративним центром Дубівської ОТГ. Населення становить близько 2 тисяч осіб.

## Географія
Село розташоване на правому березі річки Рудки. На півдні межує з районним центром м. Ковель. Відстань від села до обласного центру (місто Луцьк) -72 км. До залізничної станції Ковель – 5 км. Через село пролягає міжнародна магістраль Е-85 (М-19) Клайпеда — Каунас — Слонім — Луцьк — Дубно — Тернопіль — Чернівці.

## Історія
Перша письменна згадка про село, в історичних документах згадується у 1583 році. Саме в цьому році князь Василь Михайлович Сангушко, будучи старостою Ковельським, добровільно обмінявся з королевою Боною, дружиною Сигізмунда І, маєтками. Князь Ковельський, як він себе іменував, віддав їй місто Ковель з усіма замками і селами, які до нього належали, а взамін отримав маєтки на території теперішньої Білорусі. Того ж року в березні король Сигізмунд затвердив цю заміну.
В 1652-1653 рр. на території села розташувались польські війська, з якими повстанці Хмельницького вели запеклі бої.
Згідно третього поділу Польщі (1795 р.) село Дубове ввійшло до Ковельського повіту Волинської губернії, яка відійшла до складу Росії. В тому ж році, село Дубове стало центром Дубівської волості. Наприкінці ХІХ ст. волость було ліквідовано, поселення увійшли до складу Несухоїзької волості. За переписом 1796 р. в селі Дубове було 93 двори, проживало 252 жителі. На території села залишила сліди війна 1812 р., коли в Україну вторглася 600-тисячна армія Наполеона.
В жовтні 1845 р. для збирання народних переказів і легенд, пісень, змальовування пам’ятників старовини на Волині побував Т.Г. Шевченко. Він змальовує церкву у селі Вербка, а згодом у селі Секунь до яких подорожував через Дубове. В пам’яті про поїздку Тараса Григоровича через село було споруджено погруддя Великому Українцю.
В 1876 р. було засноване сільське однокласне училище, де навчалося 45 хлопчиків.
У 1906 році село Несухоїзької волості Ковельського повіту Волинської губернії. Відстань від повітового міста 4 верст, від волості 17. Дворів 158, мешканців 1074.
В період першої світової війни (1914 р. – 1918 р.) жителів села було евакуйовано. Всі будинки спалили австрійці. В 1916 р. при австрійцях село розпочали заново відбудовувати.
В 1939 р. на території Західної України і Волині вторглася Червона армія. Того ж року у селі було створено перший орган радянської влади - сільську раду. Головою став Поліщук Йосип, пізніше Черняк Семен. В 1940 p. було створено колгосп. Організаторами його були: Масловський Федір, Жук Тимофій, Пантолік Денис. В колгосп тоді вступило 84 сім’ї.
В червні 1941 року село було повністю окуповане фашистами. Наші земляки активно включились в боротьбу з нацистськими окупантами. В березні 1944 року гітлерівці намагались вивести молодь на примусові роботи до Німеччини. Декілька сімей вивезли, але більшість за допомогою партизан загону, яким командував командир Федоров, утекли. Розлючені нацисти на другий день спалили село. Після війни вціліло лише 5-6 будинків. 16 березня 1944 року з другої половини дня розпочався бій за Дубове. 17 березня в село ввійшли війська Радянської Армії. Фронт зупинився біля Ковеля, саме місто було в оточені. В селі ніхто не жив (тут була прифронтова смуга) аж до звільнення Ковеля. На початку квітня жителі сусідніх сіл, в лісі почули страшне ревіння танків. Із північного заходу, до оточених в Ковелі військ, прорвались німецькі танки. На території села відбувся великий бій, в якому відзначилась батарея героя радянського Союзу Вадима Клавдійовича Олійника. Село було звільнене 6 липня 1944 року. Після війни село відбудовувалось заново. В 1947 році знову організували колгосп, головою колгоспу був Пантолік Денис, головою сільської ради Самсонюк Юхим. В 1958 році відбулося об’єднання сіл: Вербка, Бахів, Дубове. Колгосп одержав назву „Україна”. Головою був Васюк Микола Іванович, який очолював колгосп до 1988 року. Із відсталих вивів у передові. Село заново відбудовувалось, було електрифіковано і газифіковано, проведено водопровід.
Коштом колгоспу побудовано школу, будинок культури, дитячий садок.
24 серпня 1991 року Україна була проголошена незалежною, суверенною державою. Дубівчани відсвяткували в 2001 році 10-річчя незалежності, заклали пам’ятний камінь на честь цієї дати. В житті села також відбулися зміни на базі колишнього колгоспу „Україна” створено ТзОВ, селяни одержали державні акти на землю, частина з них вийшла з товариства і господарюють самостійно.
3 червня 2015 року освячено пам'ятну дошку Андрієві Омелянюку.
До 26 липня 2016 року — адміністративний центр Дубівської сільської ради Ковельського району Волинської області. Внаслідок утворення Дубівської сільської громади село стало її адміністративним центром.

## Релігія
У селі діють дві православні церкви Київського і Московського патріархату.

#### Свято-Юріївська церква
На початку 90-х. дубівчани вирішили побудувати свою власну церкву. Для цього люди звернулись районної ради. В Ковелі дали дозвіл на будівництво, і згодом дубівчани всі гуртом розпочали одну велику справу. 16 січня 1994 року в селі визначились,що церква буде Українською тобто (УПЦ КП). Свято-Юріївський храм освятили 6 травня 1994 року. Храм побудований на вул. Зеленій що веде на кладовище. Праворуч храму 28 листопада 2000 року прихожани встановили ювілейний хрест з нагоди 2000-ліття Різдва Христового. Ліворуч від храму збудована водосвятна капличка - на честь Волинської Богородиці. 15 грудня 2018 року після об'єднавчого собору церква перейшла до громади ПЦУ.

#### Церква Радість всіх скорботних
Не всі дубівчани прийняли церкву Київського Патріархату, багато вважали церкву не канонічною. Отож певна група селян розпочали збір коштів і будівництво Української Православної Церкви. Місце вибрали на кладовищі - у північно - східному кутку. Церкву вирішили будувати в честь ікони Божої Матері "Всіх скорботних радість". У 1998 році з Божою милістю, у церкві розпочались богослужіння. Праворуч храму 2008 року був встановлений хрест на честь 10-ліття існування церкви. На території храму розміщене окреме приміщення в якому діє недільна школа.

## Населення
Згідно з переписом УРСР 1989 року чисельність наявного населення села становила 1251 особа, з яких 617 чоловіків та 634 жінки.
За переписом населення України 2001 року в селі мешкало 1450 осіб.
Станом на 01.01.2017 населення села становило 1734 особи.
У 2022 році населення становить близько 2 тисяч.

### Мова
Розподіл населення за рідною мовою за даними перепису 2001 року:
| Мова       | Відсоток |
| ---------- | -------- |
| українська | 98,49 %  |
| російська  | 1,17 %   |
| білоруська | 0,34 %   |

## Відомі люди
- Мирвода Світлана Іванівна (1960, Дубове) — українська бандуристка, співачка. Артистка оркестру народної та популярної музики Національної радіокомпанії України. Заслужена артистка України.
- Омелянюк Андрій Васильович (1990—2014) — старший солдат 51-ї окремої механізованої бригади (Володимир), загинув у бою за Іловайськ (Донецька область).
- Ризванюк Олексій Омелянович — батько Ризванюка Степана Олексійовича, українського перекладача, автора перших перекладів іспанською мовою творів І.Франка («Захар Беркут»), Ю.Яновського («Вершники»), Ю.Дольд-Михайлика («І один в полі воїн», «У чорних лицарів»), Р.Самбука («Бронзовий чорт») та підручників іспанської мови.

## Галерея

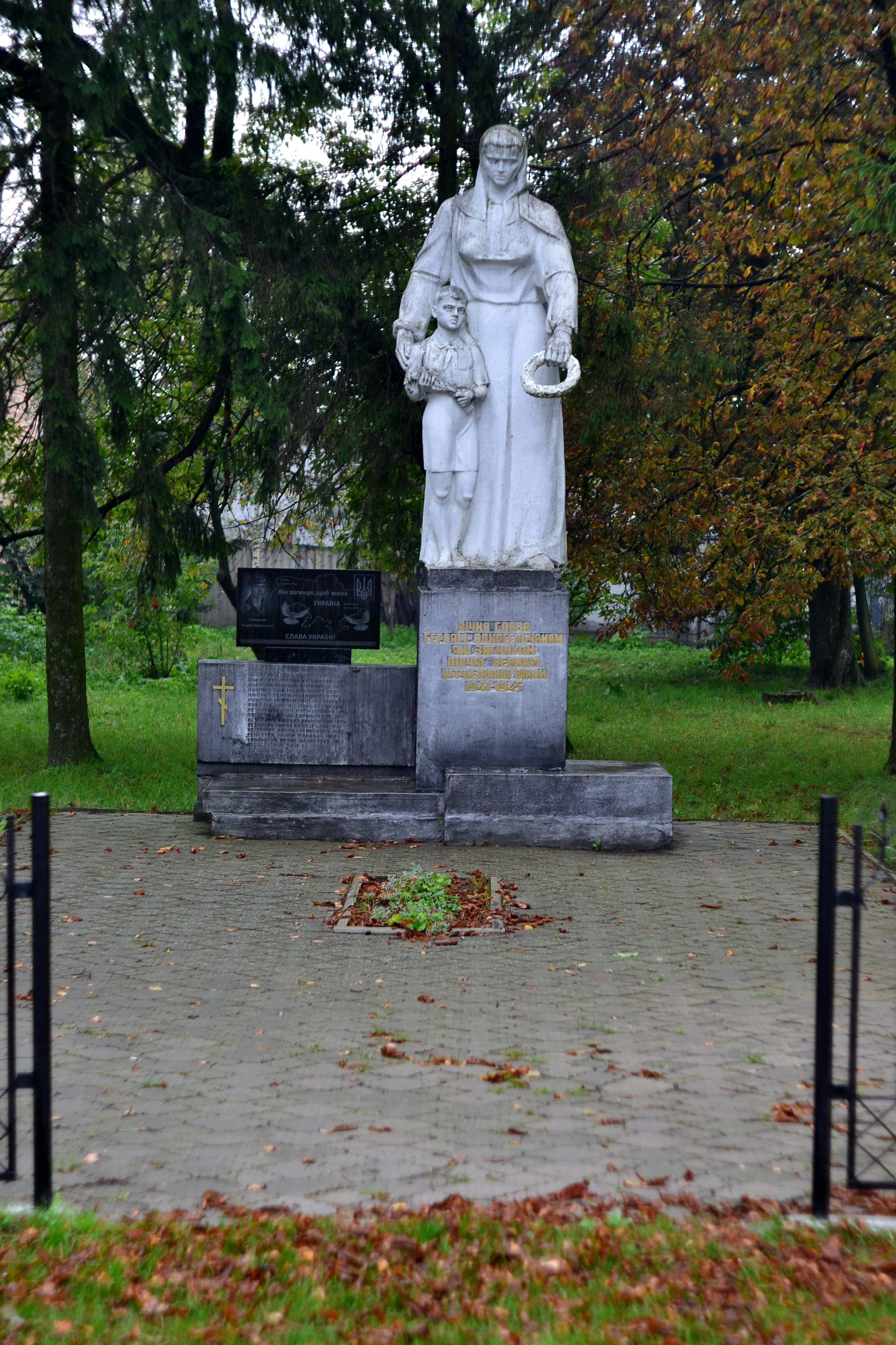
Пам’ятник землякам (1967)
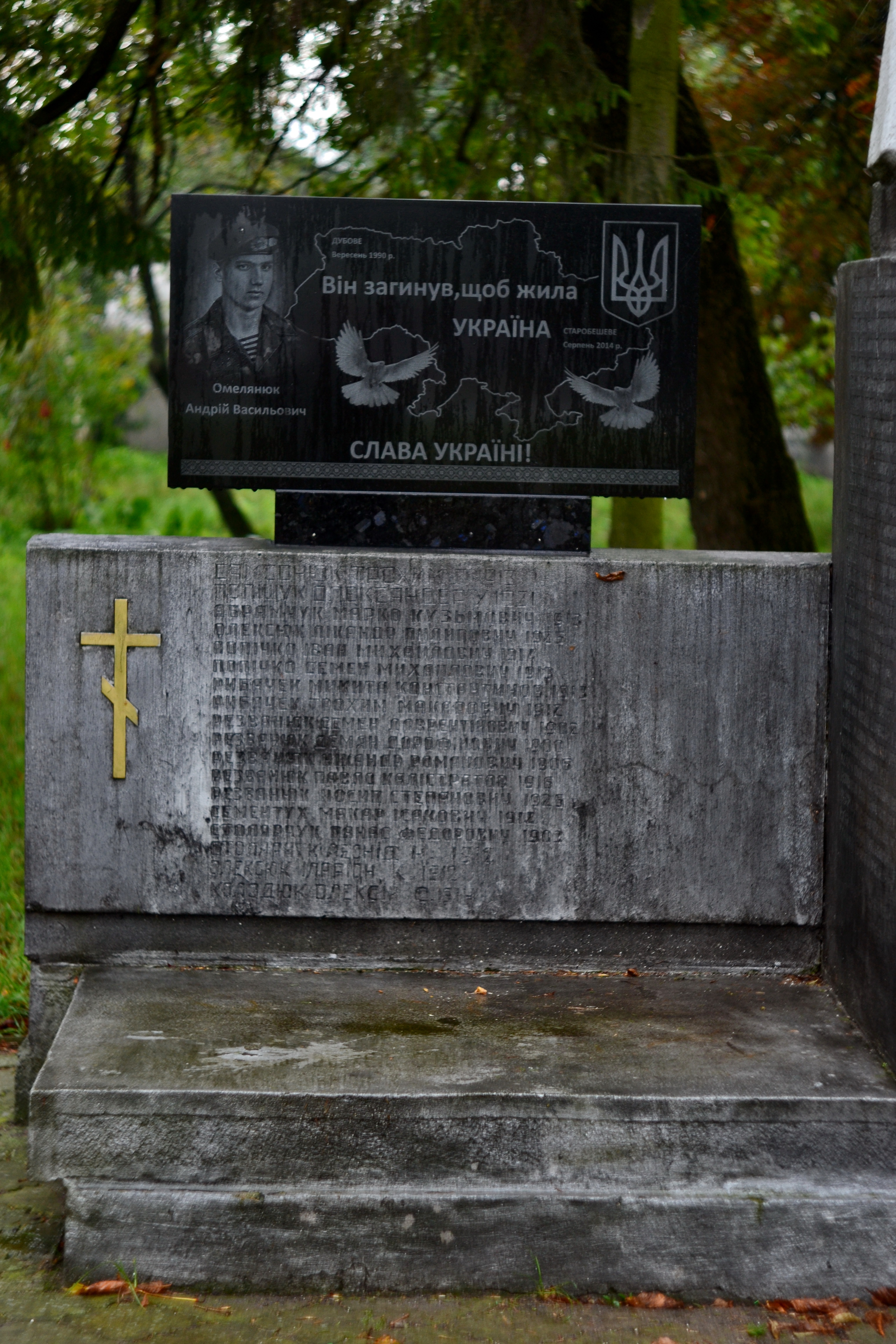
Пам'ятна дошка присвячена Андрієві Омелянюку (2015)
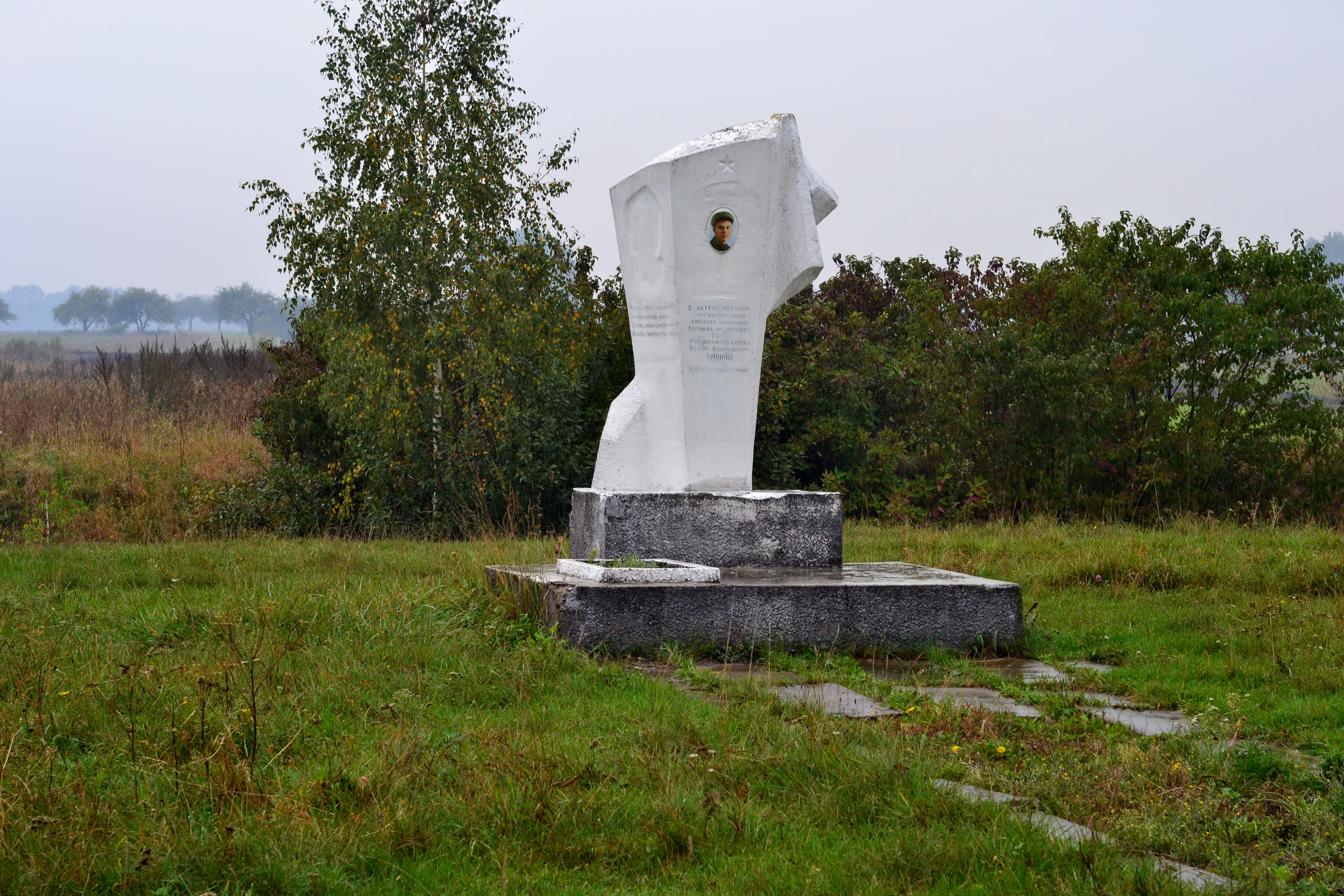
Пам’ятний знак на місці подвигу Героя Радянського Союзу Олійника В.К. (1987)
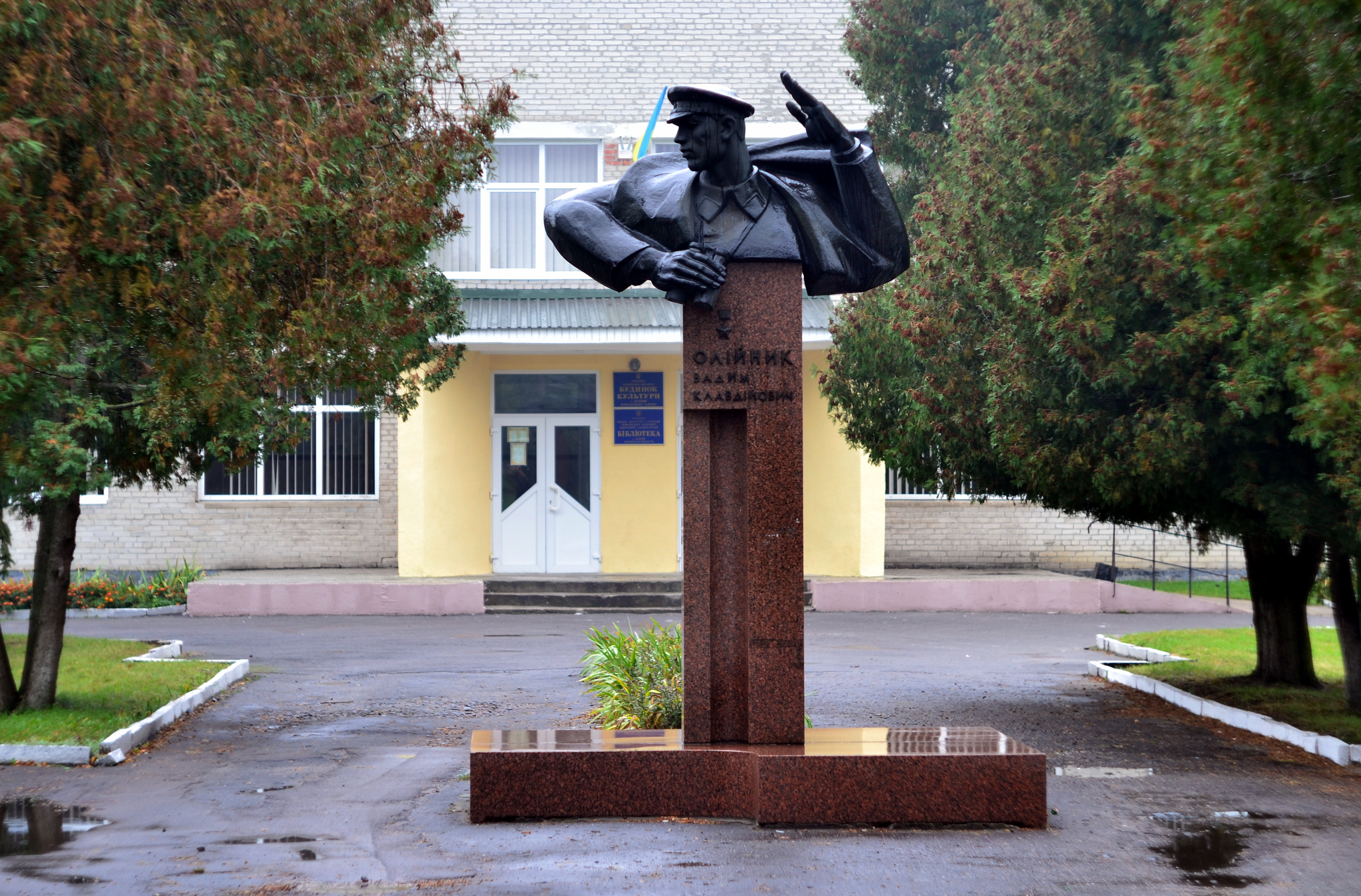
Пам’ятник Олійнику В.К., Герою Радянського Союзу (1983)
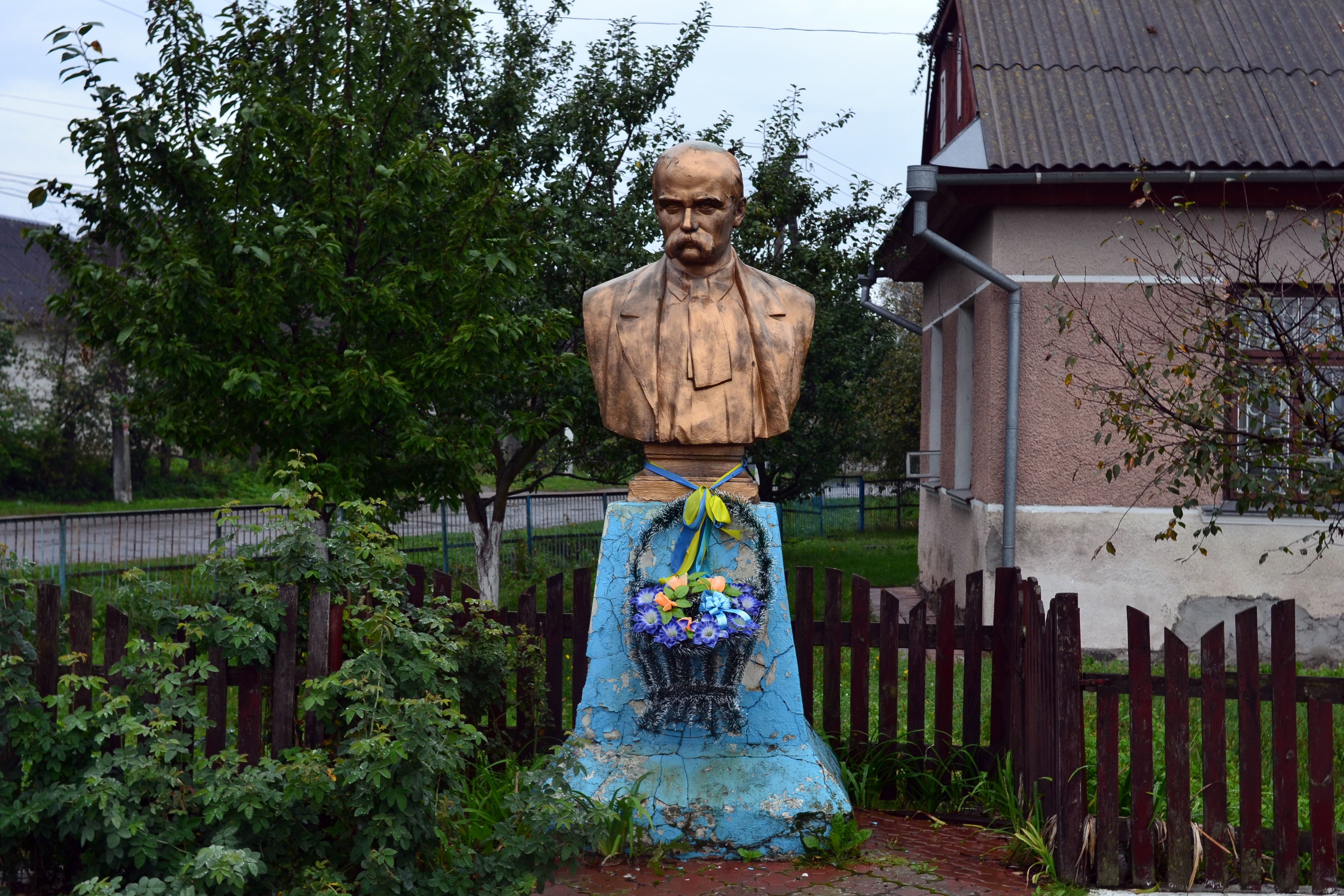
Пам’ятник Т.Г.Шевченку (1955)
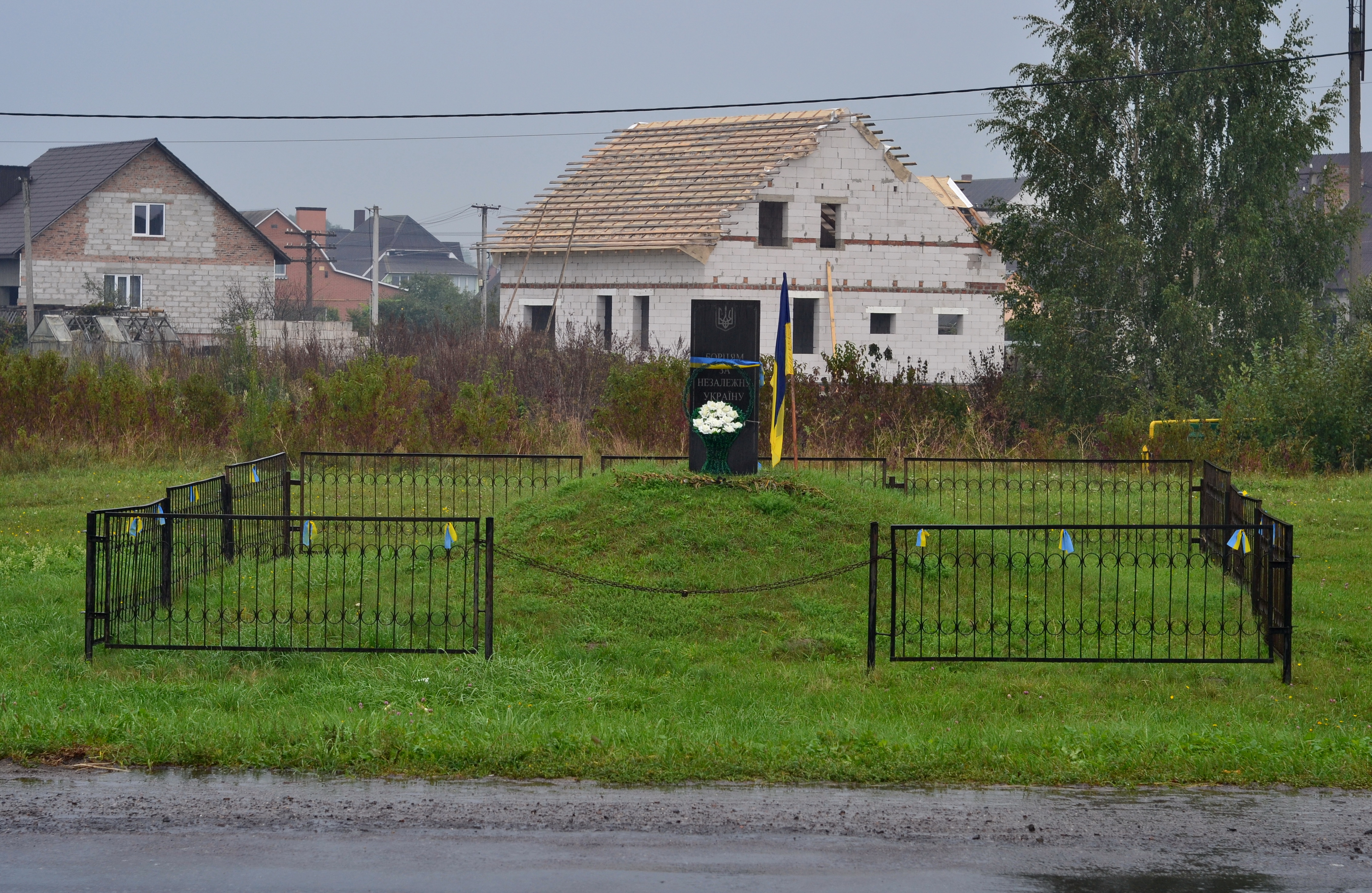
Пам’ятник Борцям за незалежну Україну (2001)